# Across the Divide
Across the Divide er en amerikansk western-stumfilm fra 1921 instrueret af John Holloway.

## Medvirkende
- Rex Ballard som Buck Layson
- Rosemary Theby som Rosa
- Ralph McCullough som Wallace Layson
- Thomas Delmar som Dago
- Gilbert Clayton som Newton
- Dorothy Manners som Helen
- Flora Hollister